# Max Park
Max Park (Cerritos, 28 november 2001) is een speed cuber uit de Verenigde Staten en de huidige wereldkampioen. 

## Algemeen
Dat hij een speedcuber is, houdt in dat hij probeert een Rubiks cube zo snel mogelijk op te lossen. In juni 2022 stond hij op de vijfde plek wereldwijd met het zo snel mogelijk oplossen van een kubus met een tijd van 4,09 seconden. Park stond in juni 2022 op de eerste plaats met het beste gemiddelde bij 3x3x3 kubussen met een tijd van 5,08 seconden. Bij een gemiddelde moet de speedcuber vijf kubussen oplossen, waarbij de snelste en de langzaamste tijden worden weggehaald. In 2023 werd hij eerste voor de 3x3x3 op het WCA (world cube assosiation) Wereldkampioenschap met een gemiddelde van 5,31 seconden. Zijn maincube is de tornado v3.

## Biografie
Max Park is geboren op 28 november 2001 in Cerritos, Californië. Toen Max twee jaar oud was kregen zijn ouders door dat hij autisme had. Na verschillende pogingen van zijn ouders om iets te vinden om zijn motorische vaardigheden te verbeteren leerden ze Max om een Rubiks kubus op te lossen. Dat had zijn interesse en zo begon hij met speedcuben en begon hij mee te doen aan officiële wedstrijden. Bij zijn tweede wedstrijd was hij de snelste en werd hij eerste bij de 6x6x6 kubussen. Op dat moment was Feliks Zemdegs wereldwijd bekend als de snelste speedcuber en Max keek tegen hem op. Later heeft hij Zemdegs verschillende keren ingehaald qua tijd op verschillende kubussen. 
Al deze aandacht zorgden niet alleen voor betere motorieke vaardigheden, maar ook voor betere sociale vaardigheden en het omgaan met tegenslagen.